# 224.ª Brigada Mixta (Ejército Popular de la República)
La 224.ª Brigada Mixta fue una unidad del Ejército Popular de la República creada durante la Guerra Civil Española.

## Historial
La unidad fue formada en el verano de 1937 con batallones sueltos de la Defensa de Costas. La brigada fue destinada inicialmente en misión de vigilancia costera en la región catalana, posteriormente pasó constituir reserva del Ejército del Este y acabó adscrita a la 72.ª División del XVIII Cuerpo de Ejército.
A finales de año fue enviada con el resto de la 72.ª División al frente de Teruel, pero la unidad estaba todavía tan desargonizada que fue situada al sur de La Muela y no intervino en ninguna operación. El 7 de marzo de 1938 fue enviada, aún a medio armar, al sector de Belchite ante la inminente Ofensiva franquista en Aragón; tras el comienzo de la ofensiva, la brigada fue arrollada y tuvo que retirarse. Unos días después, el día 11, volvió a ser arrollada por los ataques franquistas en la zona entre Escatrón y Caspe. La brigada quedó tan deshecha que fue disuelta, y sus restos puesto bajo control de la Agrupación Autónoma del Ebro.
El 19 de abril se adjudicó esta numeración a una nueva brigada formada por batallones procedentes de la 124.ª Brigada Mixta, y quedó encuadrada en la 60.ª División del XVIII Cuerpo de Ejército. El comandante de la nueva 224.ª BM fue el mayor de milicias Antonio Moya Gabarrón. Tras el comienzo de la Batalla del Ebro, la brigada fue mandada al nuevo frente de combate. El 30 de julio la unidad llegó al sector Fayón-Villalba de los Arcos como reserva del XV Cuerpo de Ejército. Cuatro días después relevó a las fuerzas de la 16.ª División en las posiciones que ocupaban entre La Pobla de Masaluca y Cuatro Caminos. El 19 de agosto la brigada tuvo que hacer frente a una ofensiva franquista en el triángulo Villalba-Corbera-Vértice Gaeta, donde resistió las embestidas enemigas durante ocho días. A pesar de ello, durante los combates la moral de la unidad quedó muy quebrantada y sufrió numerosas deserciones. Sería relevada por elementos de la 42.ª División, tras lo cual pasó a cubrir el sector del bajo Ebro. Participó en las primeras operaciones de la Campaña de Cataluña, donde quedó gravemente quebrantada. 
Tras el colapso del frente del Segre, la brigada se retiró hacia la frontera francesa.

## Mandos
Comandantes
- Comandante de Infantería Juan Calvo Calvo
- Mayor de milicias Antonio Moya Gabarrón

Comisarios
- Ignacio Fernández, del PCE.